# Сурело Сергій Григорович
Сергій Григорович Сурело (нар. 30 січня 1971, Київ, УРСР) — радянський та український футболіст, захисник та півзахисник.

## Життєпис
Вихованець школи київського «Динамо». У 1989 році став переможцем юнацького турнір «Переправа» для гравців 15-18 років. У тому ж році провів перші офіційні матчі у складі клубу «Нива» (Вінниця). Далі виступав за смоленську «Іскру». Після розпаду СРСР у 1992 році перейшов в російський «Динамо-Газовик», за який дебютував 29 березня того ж року в матчі 1-го туру першого чемпіонату Росії на виїзді проти камишинського «Текстильника». Через півроку повернувся до Вінниці. У 1993 році грав за київський ЦСКА, в 1994 році розпочав сезон у тернопільській «Ниві», а продовжив виступаючи за китайський «Шеньян Дунбей Люяо».